# Loxobireta albifusa
Loxobireta albifusa är en fjärilsart som beskrevs av Alfred Ernest Wileman 1910. Loxobireta albifusa ingår i släktet Loxobireta och familjen tandspinnare. Inga underarter finns listade i Catalogue of Life.